# Kips Bay
Kips Bay è un quartiere di Manhattan, uno dei cinque borough della città di New York. Confina con Murray Hill a nord, con Gramercy Park e Peter Cooper Village a sud, con l'East River a est e con Nomad e Rose Hill a ovest. Fa parte della Manhattan Community Board 6.

## Trasporti
Il quartiere è servito dalla metropolitana di New York attraverso le stazioni di 28th Street e 33rd Street della linea IRT Lexington Avenue, dove fermano i treni delle linee 4 e 6.